# あさしお (潜水艦・2代)
あさしお（ローマ字：JS Asashio, SS-589, TSS-3601）は、海上自衛隊の潜水艦。はるしお型潜水艦の7番艦。艦名は朝の潮から由来し、この名を受け継いだ日本の艦艇としては、旧海軍の白雲型駆逐艦「朝潮」、朝潮型駆逐艦「朝潮 (朝潮型駆逐艦)」、あさしお型潜水艦「あさしお」（SS-562）に続き4代目にあたる。海上自衛隊最後の涙滴型潜水艦である。

## 艦歴
「あさしお」は、中期防衛力整備計画に基づく平成4年度計画2500トン型潜水艦8104号艦として、三菱重工業神戸造船所で1992年12月24日に起工され、1995年7月12日に進水、1997年3月12日に就役し、第2潜水隊群第6潜水隊に編入され、横須賀に配備された。なお進水前に船台上で阪神・淡路大震災に遭遇している。
2000年3月9日、練習潜水艦に種別変更され、艦籍番号がTSS-3601に変更。同日付で新編された潜水艦隊直轄第1練習潜水隊に編入され、呉に転籍する。
2001年11月30日、スウェーデンのコックムス社からのライセンス生産のスターリング式AIP搭載のための9mの艦尾延長工事を三菱重工業神戸造船所にて開始した。これにより基準排水量は2,900tとなる。2003年11月からスターリングエンジンの試験が行われた。
2006年11月20日、佐世保に向け呉を出港し途中11月21日午前7時30分ごろ、宮崎県沖で航行中に深度40mまで潜航したところ午前9時46分に水測員が近くに船舶を探知する。同49分宮崎県日南市油津港東方約50kmの日向灘（31ﾟ37'N/131ﾟ56'E）で浮上訓練中､知多から中国に航行中のパナマ船籍のケミカル･タンカー､スプリング･オースター(4,160トン)の船底に接触し舵を損傷。第10管区海上保安本部は業務上過失往来危険容疑で艦長を宮崎地方検察庁に書類送検した（艦長を停職6日､哨戒長（1尉）等の乗員､潜水艦隊司令官の計5名を減給､注意）。
2017年2月27日、除籍。最終所属は潜水艦隊第1練習潜水隊、定係港は呉であった。20年間の艦歴において地球11周半にあたるおよそ25万マイルを航海した。

## 準同型艦
本艦には先進潜水艦技術のテストベッドの役割が与えられ、多くの改装が施されている。基本的な設計は同じだが、より高度な自動化装置とシュノーケル遠隔制御装置の導入により乗員数は71名に減少し、水上排水量が2,560t、水中排水量が2,850t、全長が78mにそれぞれ増大した。また、潜望鏡遠隔モニター装置を装備、艦首ソナー・ドームが硬質プラスティック製となった（本艦での運用の実績を踏まえ、シュノーケル遠隔制御装置は他の艦にも追加装備された）。
本艦での運用成績で有効性が確認されたことから、平成16年度計画によるそうりゅう型潜水艦には、スターリングエンジンが標準搭載された。

### 歴代艦長
| 代 | 氏名       | 在任期間               | 出身校・期 | 前職                     | 後職                             | 備考 |
| -- | ---------- | ---------------------- | ---------- | ------------------------ | -------------------------------- | ---- |
| 1  | 石山則貴   | 1997.3.12 - 1997.12.21 | 防大19期   | あさしお艤装員長         | 潜水艦隊司令部幕僚               |      |
| 2  | 西村繁隆   | 1997.12.22 - 1999.3.25 | 防大23期   | 潜水艦隊司令部幕僚       | おやしお艦長                     |      |
| 3  | 末永 仁    | 1999.3.26 - 2003.3.24  | 防大26期   | 技術研究本部船舶開発官付 | 陸上自衛隊幹部学校高級課程入校   |      |
| 4  | 長岡 護    | 2003.3.25 - 2005.7.31  |            | さちしお艦長             | 海上幕僚監部副監察官             |      |
| 5  | 隈元均夫   | 2005.8.1 - 2006.12.19  | 防大28期   | いそしお艦長             | 潜水艦教育訓練隊                 |      |
| 6  | 佐々木英明 | 2006.12.20 - 2008.6.30 |            | 潜水艦教育訓練隊教育科長 |                                  |      |
| 7  | 川北正哉   | 2008.7.1 - 2010.3.29   |            | わかしお艦長             | 大湊地方総監部管理部援護業務課長 |      |
| 8  | 笹屋謙一   | 2010.3.30 - 2011.10.20 | 39期幹候   | なつしお艦長             | 潜水艦隊司令部幕僚               |      |
| 9  | 千原三武   | 2011.10.21 - 2013.7.9  | 防大36期   | うずしお艦長             | 潜水艦隊司令部                   |      |
| 10 | 山本康司   | 2013.7.10 - 2015.3.4   | 防大37期   | いそしお艦長             | 潜水艦教育訓練隊                 |      |
| 11 | 脇本武彦   | 2015.3.5 - 2017.2.27   | 防大36期   | くろしお艦長             |                                  |      |